# Chezelles, Indre

Chezelles este o comună în departamentul Indre, Franța. În 1 ianuarie 2022 avea o populație de 451 de locuitori.